# Architectes et urbanistes de l'État
Pour les articles homonymes, voir AUE.
 (juillet 2023).
Le corps des Architectes et Urbanistes de l'État (AUE) a été créé en 1993 par la fusion du corps des Architectes des Bâtiments de France (instauré en 1946) et du corps des Urbanistes de l'État (créé en 1962),. 
Il s'agissait de concrétiser, au niveau des compétences des agents de l'État, la nécessaire cohésion entre respect du patrimoine et dynamiques d'aménagement. Cette double origine historique transparaît dans les deux spécialités que recouvre actuellement le statut d'AUE :
- une spécialité Patrimoine Architectural, Urbain et Paysager ;
- une spécialité Urbanisme-Aménagement.

Les 450 agents (250 dans la spécialité "patrimoine", 195 dans la spécialité "aménagement") qui composent le corps des AUE sont en grande majorité architectes et nombre d'entre eux sont également architectes du patrimoine du patrimoine. Recrutés à l'issue d'un concours national, ils bénéficient à l'issue de celui-ci, d'une année de formation dispensée conjointement par l'École de Chaillot et l'École nationale des ponts et chaussées, avant de rejoindre leur ministère de rattachement (Culture pour la spécialité Patrimoine, Écologie pour la spécialité Aménagement).

## Missions principales du corps
Les architectes et urbanistes de l’État forment un corps d’encadrement supérieur à compétence technique, scientifique, culturelle, sociale et administrative, qui assure à tous les échelons de l’État des fonctions de direction, d’étude et d’expertise dans les domaines de l’aménagement et de l’urbanisme, de l’architecture et du patrimoine, du paysage et des sites,.
Les AUE participent à l’élaboration des politiques territoriales d’aménagement et de développement durable dans les domaines précités. Ils contribuent à la programmation et à la réalisation des bâtiments publics. Ils mènent un travail quotidien de conseil et d’information auprès des décideurs locaux. Les AUE occupent des fonctions d’encadrement et de responsabilité et mettent en œuvre les lois et directives relatives à leurs domaines de compétence.

## Historique
Créé par décret du 24 février 1993, le corps des architectes et urbanistes de l’État résulte de la fusion de corps des urbanistes de l’État et de celui des architectes des bâtiments de France.
Il est constitué de deux spécialités :
- « urbanisme-aménagement »,
- « patrimoine architectural, urbain et paysager ».

Le regroupement de ces deux spécialités concrétise la volonté de l’État de rapprocher les politiques de protection et d’aménagement et de travailler à l’équilibre général du territoire.
Spécialité « urbanisme-aménagement »
Les AUE Aménagement, interviennent au même titre que l’ensemble des cadres dirigeants du ministère de l’Écologie dans les domaines qui relèvent de l’action de l’État, et ce depuis la création du corps des urbanistes de l’État en 1962.
Les agents présents sur l’ensemble du territoire interviennent notamment dans le domaine de l’urbanisme, de la construction et du cadre de vie pour la mise en œuvre des politiques spécifiques sur ces champs.
Spécialité « patrimoine architectural, urbain et paysager »
Les AUE Patrimoine ont hérité des missions des architectes des bâtiments de France, corps créé en 1946 pour diriger les agences des bâtiments de France devenues en 1979 services départementaux de l’architecture et du patrimoine. Leur vocation dépasse dorénavant de loin la protection du patrimoine et de sites : elle englobe toutes les politiques qui contribuent à promouvoir la qualité architecturale, urbaine et paysagère dans une perspective de développement durable, et à favoriser l’insertion harmonieuse des constructions neuves dans leur environnement.

## Recrutement, formation et carrière
Les architectes et urbanistes de l’État sont depuis 1993 recrutés à l’issue d’un concours externe, interne et professionnel ouvert exclusivement aux architectes diplômés pour l'option « patrimoine architectural, urbain et paysager » ou d'un troisième cycle d'urbanisme pour l'option « urbanisme aménagement ».
Les candidats choisissent, à l’inscription, la spécialité dans laquelle ils s’engagent, donc le ministère de rattachement : l’Environnement pour la spécialité « urbanisme-aménagement », la culture pour la spécialité « patrimoine architectural, urbain et paysager ». Ce choix détermine leur affectation pour le premier poste. Ils peuvent en cours de carrière, demander leur changement de spécialité.
Le concours interne est réservé aux fonctionnaires et aux agents non titulaires de l’État ou des collectivités territoriales, sans limite d’âge dès lors qu’ils justifient d’au moins 5 années de service public et d’un diplôme d’architecte pour la spécialité « patrimoine architectural, urbain et paysager ».
L’examen professionnel est réservé aux fonctionnaires justifiant d’au moins 8 ans de services effectifs, âgés de 40 ans au moins et titulaires d’un diplôme d’architecte pour la spécialité « patrimoine architectural, urbain et paysager ».
Plusieurs formations constituent un atout majeur pour la préparation à ces carrières, à savoir :
- Les préparations au concours. Elles sont dispensées dans les écoles d’architecture de Versailles, Lyon et Paris-La Villette[5] ou Toulouse[6]
- Les formations de 3e cycle universitaire spécialisées dans les domaines de l'urbanisme et de l'aménagement (instituts d’études politiques / instituts d’urbanisme...)
- Le Diplôme de spécialisation et d’approfondissement (DSA) de deux ans, organisé par l'École de Chaillot (anciennement  « Centre d'Études Supérieures d'Histoire et de Conservation des Monuments Anciens ») ou l'ENSAPB.

Après réussite au concours, une formation d’un an, commune aux deux spécialités, est assurée par l’État et organisée conjointement par l’École nationale des ponts et chaussées (ENPC), et l'École de Chaillot.
À l’issue de cette formation, les AUE exercent en règle générale, des responsabilités au sein des services du ministère de l’Écologie ou du ministère de la Culture.
Dans la suite de leur carrière, les AUE peuvent avoir accès aux emplois de direction en administration centrale (sous-directeurs) ou dans les services déconcentrés (directeurs départementaux et régionaux des directions de l'environnement, de l'aménagement et du logement, directeurs régionaux des affaires culturelles, chefs des services territoriaux de l’architecture et du patrimoine), ainsi que dans les organismes publics (écoles d’architecture, agences d’urbanismes...).
Le statut du corps prévoit un accès au grade d’architecte et urbaniste en chef de l’État (AUCE) et d'architecte et urbaniste général de l’État (AUGE).